# Ganggraf

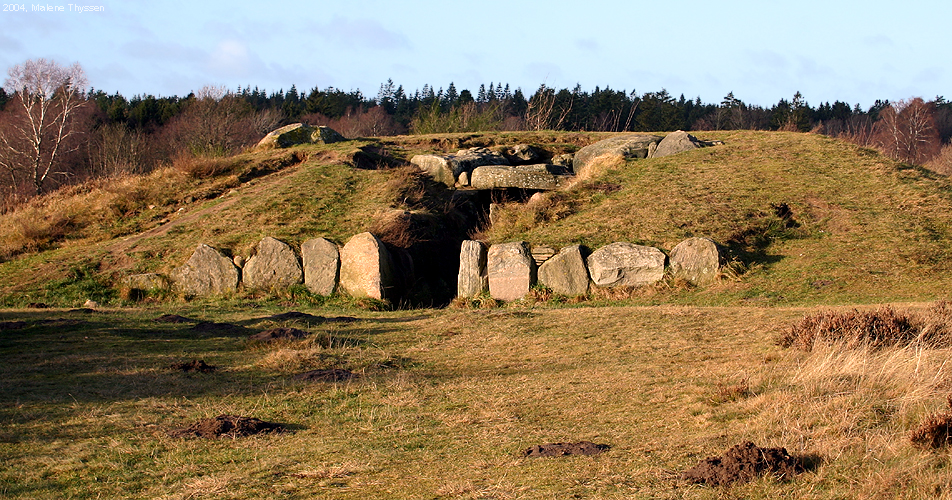
De ingang van de Tustrup-dysserne, het grootste ganggraf in Denemarken

Een ganggraf is een prehistorisch grafmonument met een gang naar de grafkamer(s). In veel gevallen zijn er megalieten gebruikt bij de bouw. Het geheel wordt afgedekt door een aarden dekheuvel. In sommige gevallen is dit een cairn (meestal ganggraven uit een latere periode). In veel gevallen is de dekheuvel inmiddels verdwenen. In Nederland is een ganggraf een speciale vorm van een hunebed. Veel ganggraven stammen uit het neolithicum, maar er zijn ook ganggraven die in een latere periode zijn gebouwd.

## Opstelling en gebruik

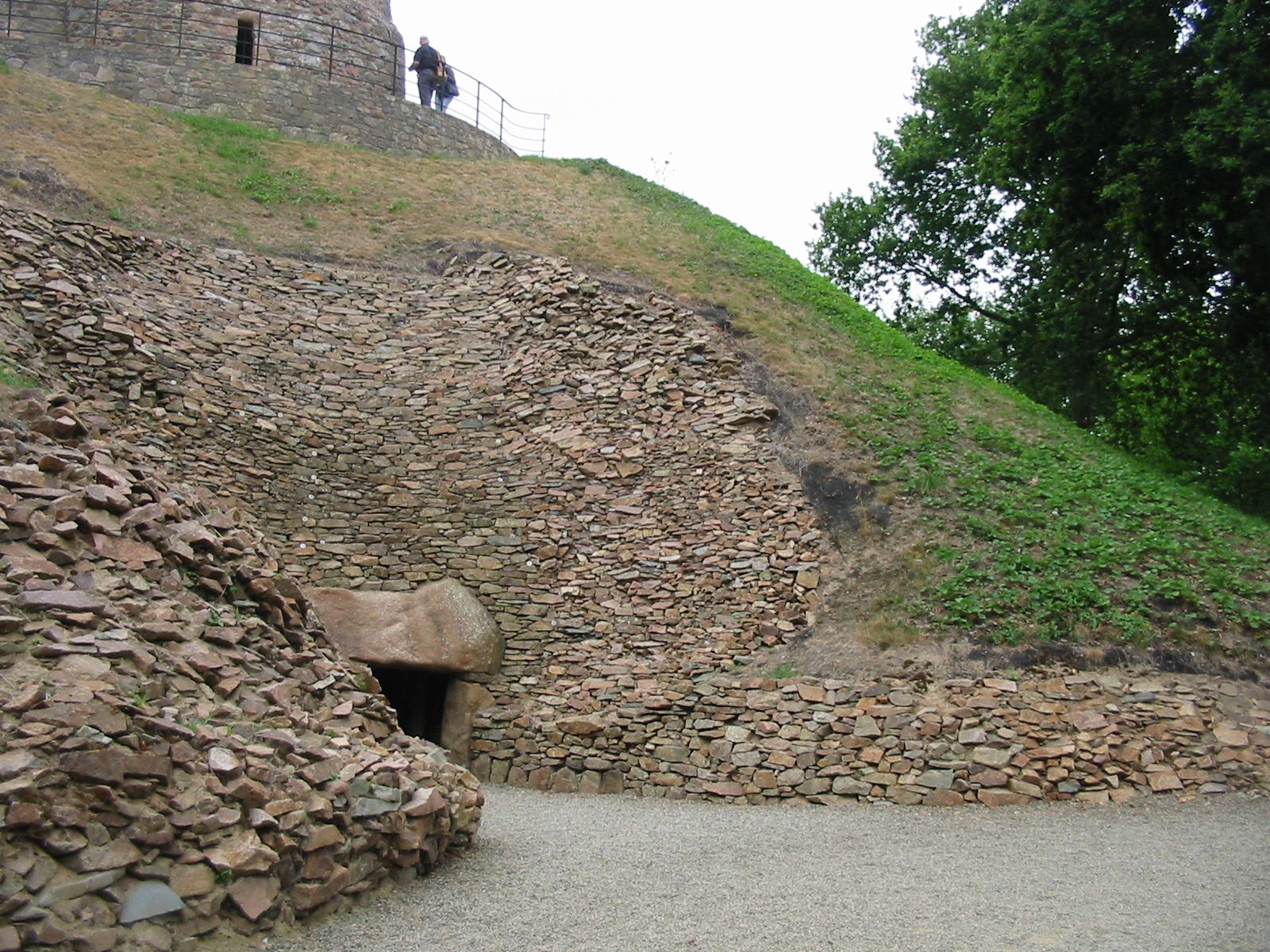
De ingang van La Hougue Bie, Jersey
(met een kapel op de heuvel)

Ganggraven zijn waarschijnlijk niet altijd als graf gebruikt, in sommige gevallen alleen als heiligdom.
De gang is in veel gevallen op zo'n manier gebouwd dat op een bepaalde dag de zon naar binnen schijnt, bijvoorbeeld bij zonsopkomst tijdens de winterzonnewende of zonsondergang tijdens de equinox. Zo wordt het achterste heiligdom in La Hougue Bie op Jersey tijdens de zonnewende verlicht door de zon. In de vijf dagen rond de midwinternacht op 21 december valt een lichtstraal de kamer van Newgrange binnen en wordt de nis aan de voorkant gedurende 15 minuten verlicht. De kamer in de Dumha na nGiall (Mound of the Hostages) in Ierland wordt per jaar op twee ochtenden verlicht, namelijk tijdens samhain en imbolc.

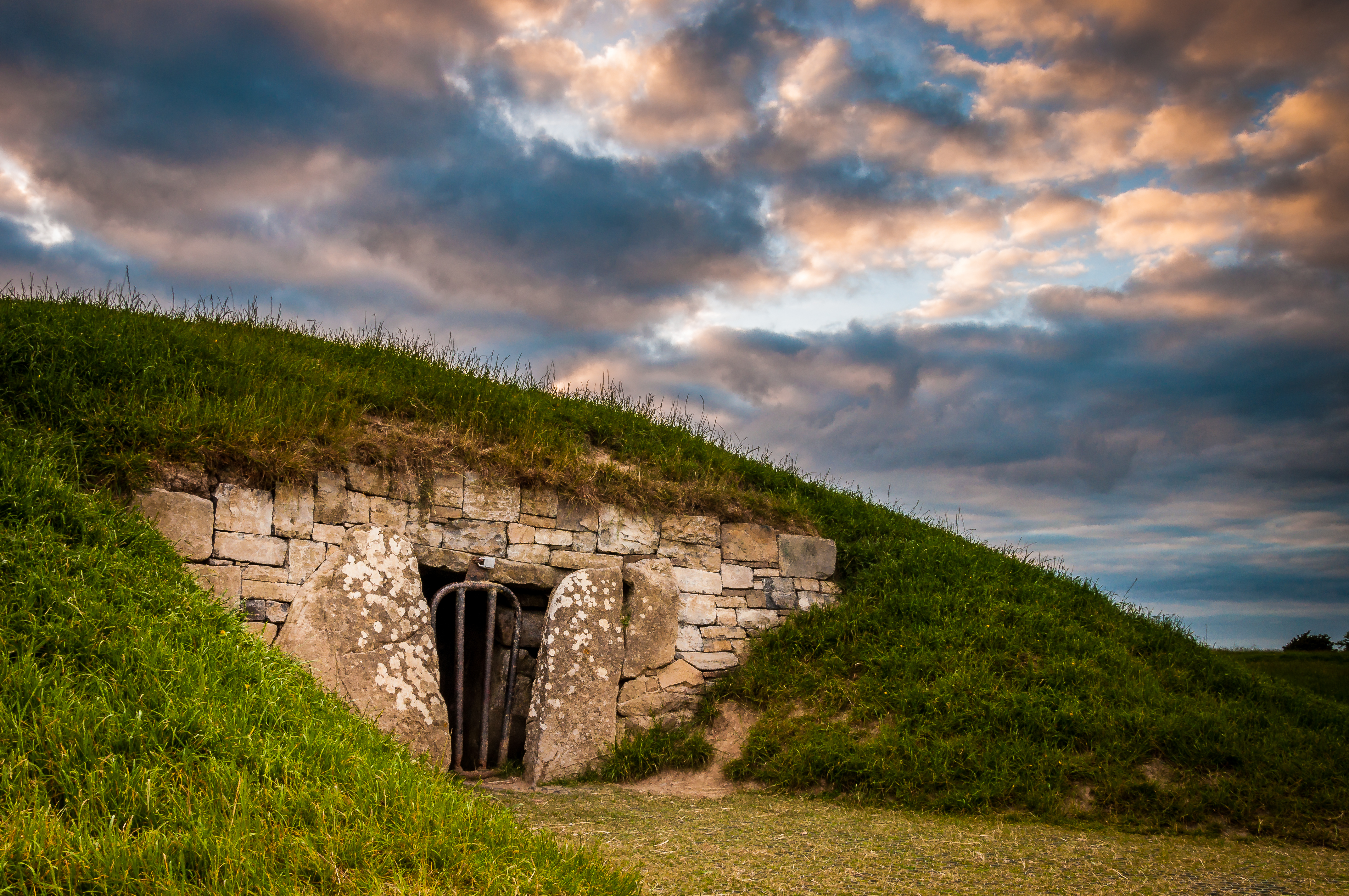
De ingang van Dumha na nGiall, Ierland

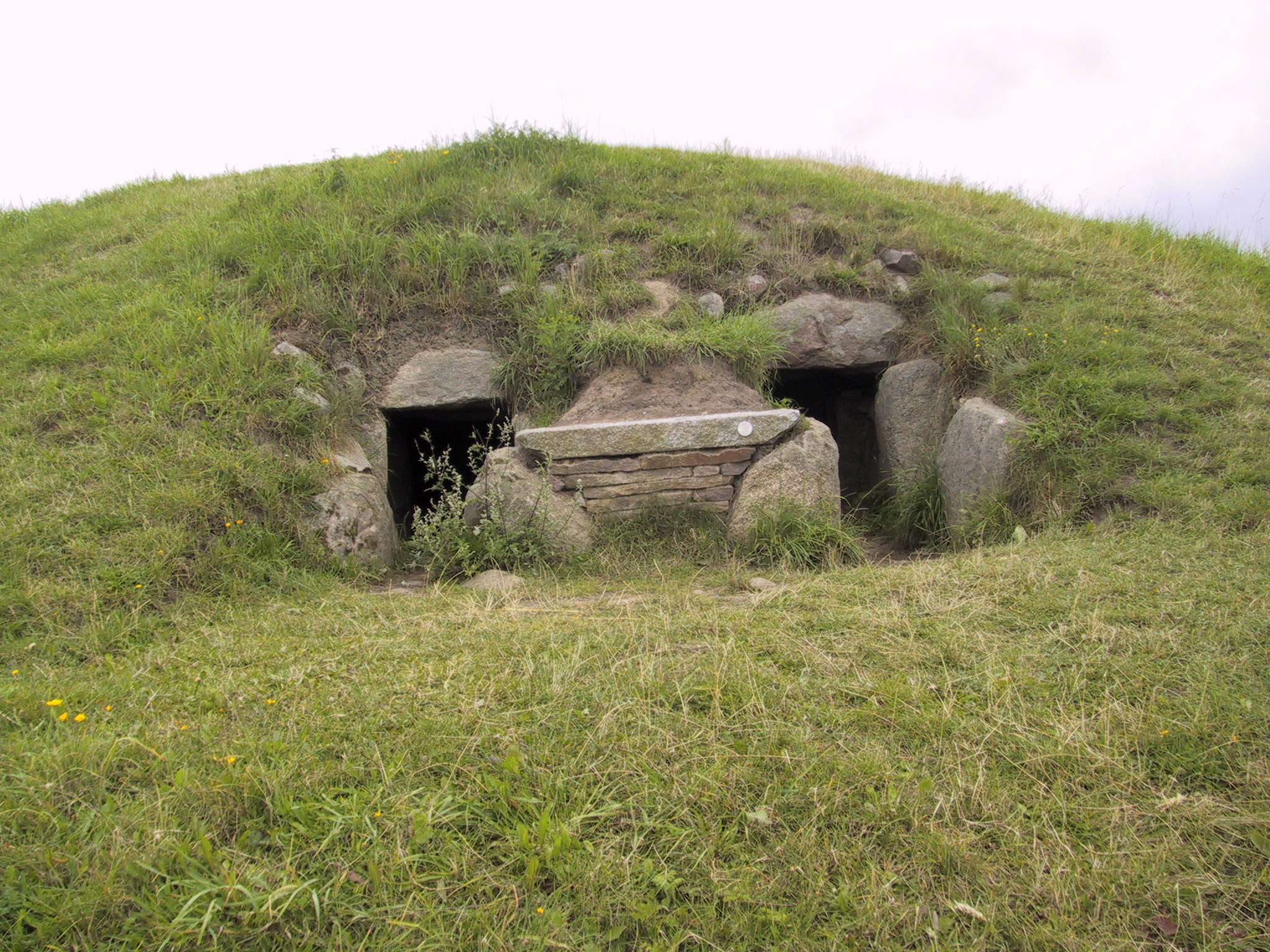
De dubbele ingang van de Klekkende Høj op het eiland Møn in Denemarken

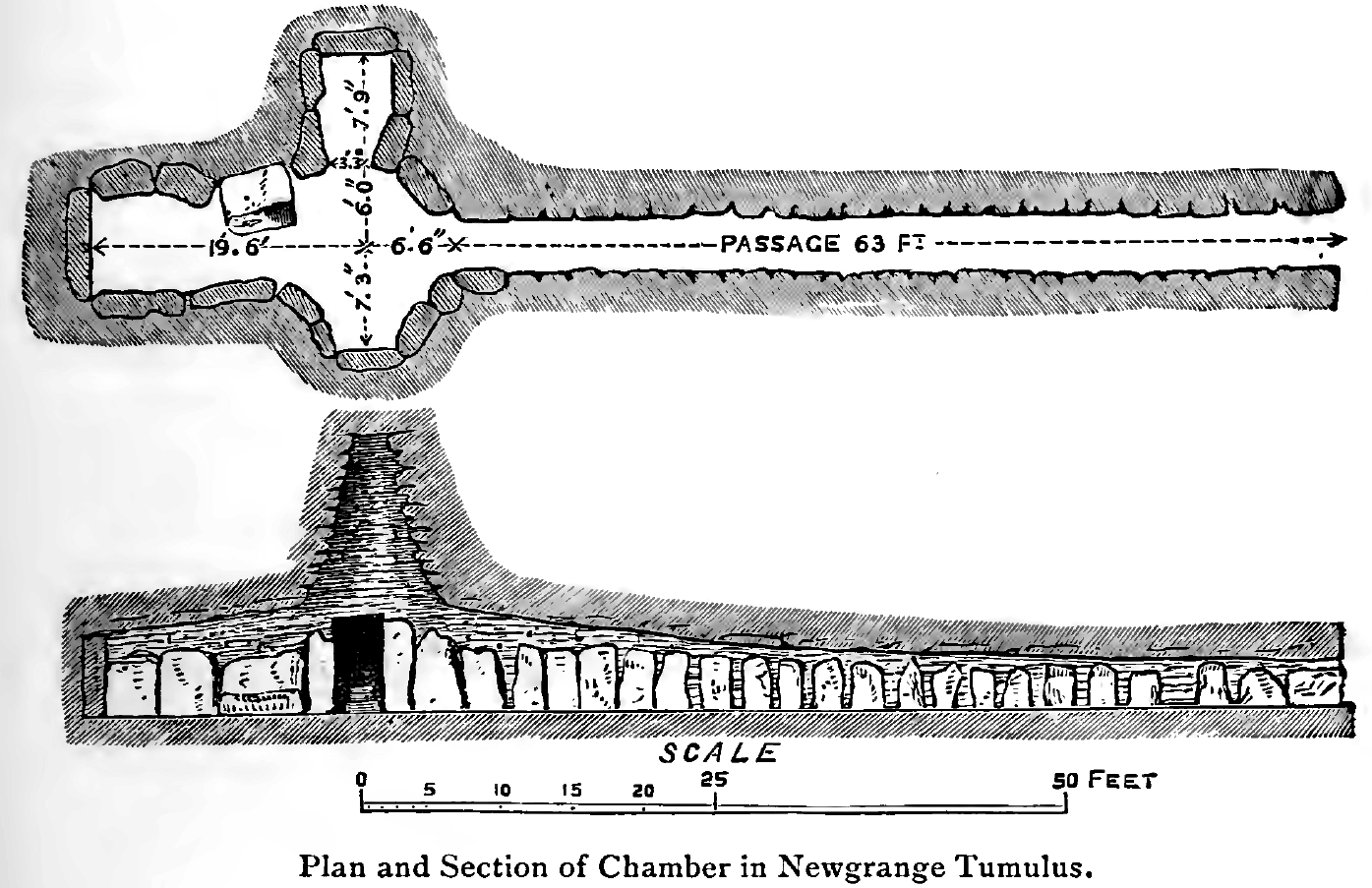
Schematisch overzicht van Newgrange in Ierland, William Frederick Wakeman, 1903

In de (Mound of the Hostages) liggen naar schatting 250 tot 500 mensen begraven. De doden werden meestal gecremeerd en de as werd samen met grafgiften op de vloer gestrooid. Deze laag werd afgedekt door platte stenen. Op deze manier werden meerdere lagen met as en stenen op elkaar gelegd, tot er geen ruimte meer over was voor een nieuwe laag. Daarna werden de resten in de grafheuvel begraven. Er zijn meer dan 40 doden in de grafheuvel zelf aangetroffen. Zij werden in de bronstijd-stijl begraven (met een omgekeerde urn boven de as). Ook werd er een lichaam van een volwassen man aangetroffen, deze werd ook in de bronstijd begraven. De man lag in een gehurkte houding (hurkgraf) in een simpele kuil die in de grafheuvel was gegraven. De grafgiften bij deze man bestonden uit een ketting van kralen, een mes van brons en een priem. Dit wijst erop dat deze man van enig belang was voor de gemeenschap. Anders dan bij vergelijkbare ganggraven, werd bij de Mound of the Hostages geen greppel rond de heuvel aangetroffen.
Visihöj (ook wel Vissehøj of  Visihøj) in Denemarken heeft een nog intacte grafheuvel. Dit ganggraf heeft 3 parallelle kamers en is de enige in zijn soort. Er is alleen op Malta een soortgelijk ganggraf aangetroffen.
De Klekkende Høj heeft een dubbele grafvorm (Tvillingejættestuer) en was zo nauwkeurig gebouwd, dat er geen water en zuurstof binnen kon dringen.
De Tustrup-dysserne is het grootste ganggraf van Denemarken en bevindt zich op het grafveld van Tustrup (Djursland).

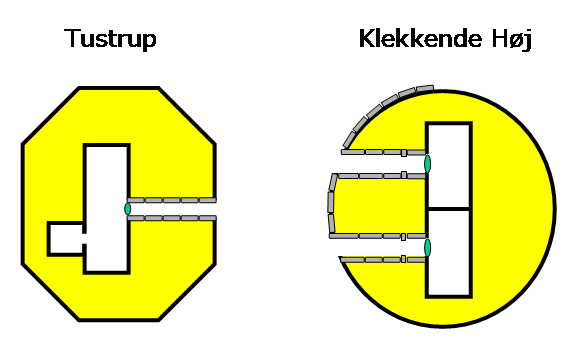
Schematisch overzicht van de Tustrup-dysserne en de Klekkende Høj (met dubbele grafkamer) in Denemarken
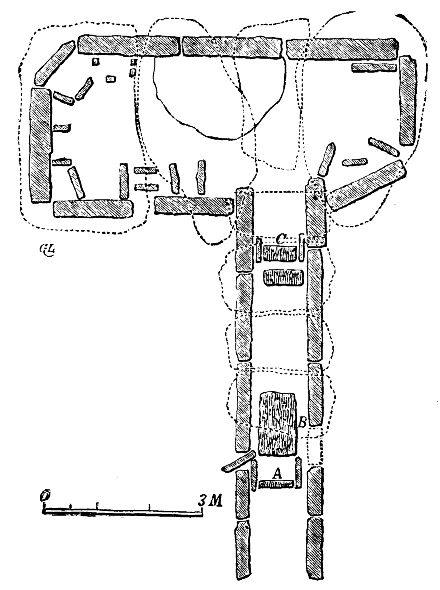
Schematisch overzicht van het ganggraf in Karleby (Denemarken), Nordisk familjebok
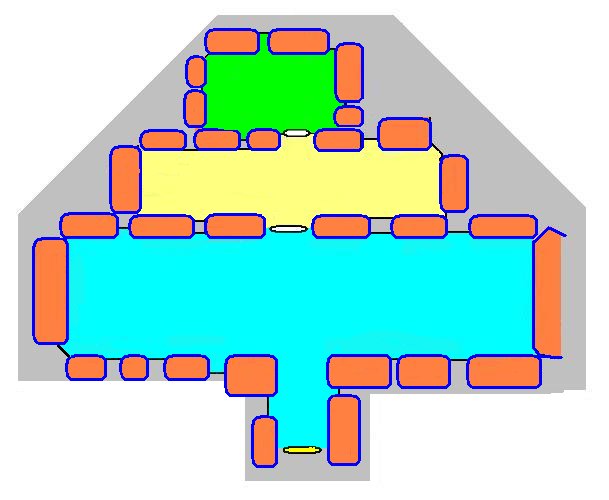
Visihöj (Denemarken) met 3 parallelle kamers
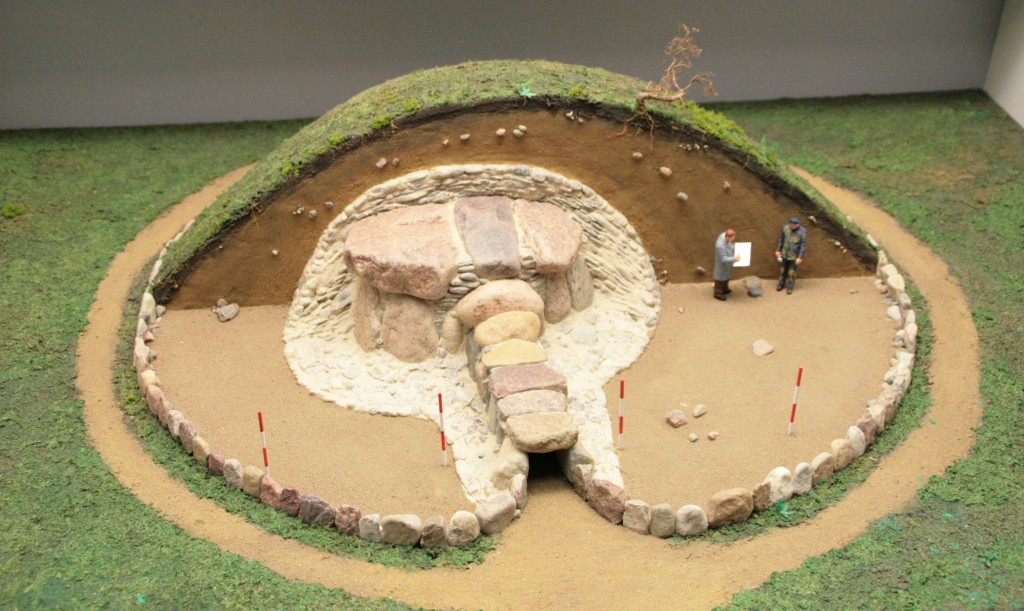
Model van Denghoog op Sylt (Duitsland), een ganggraf afgedekt met een cairn die weer afgedekt wordt door een heuvel
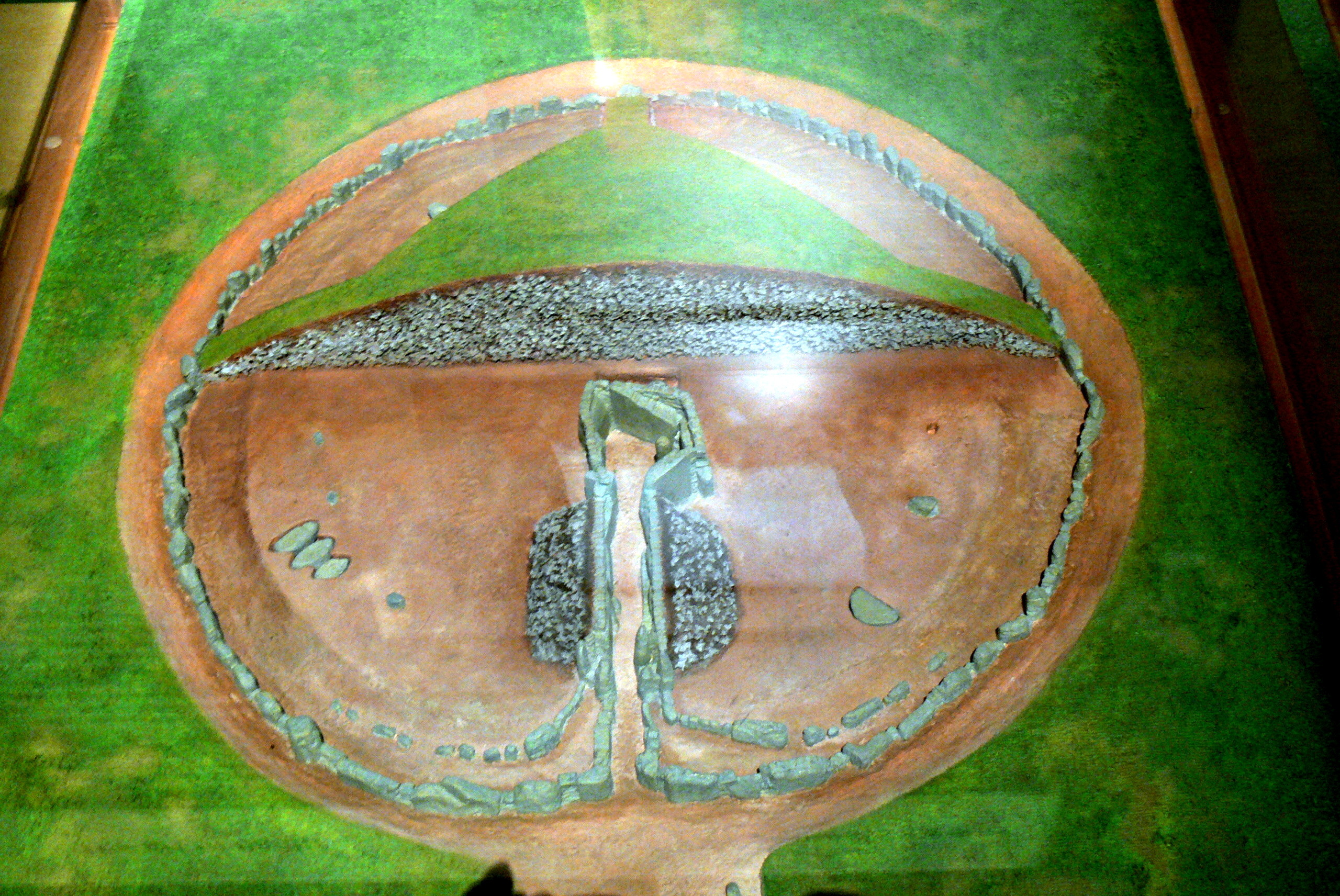
Model van Bryn Celli Ddu (de heuvel in het donkere bos) op Anglesey, National Museum Cardiff
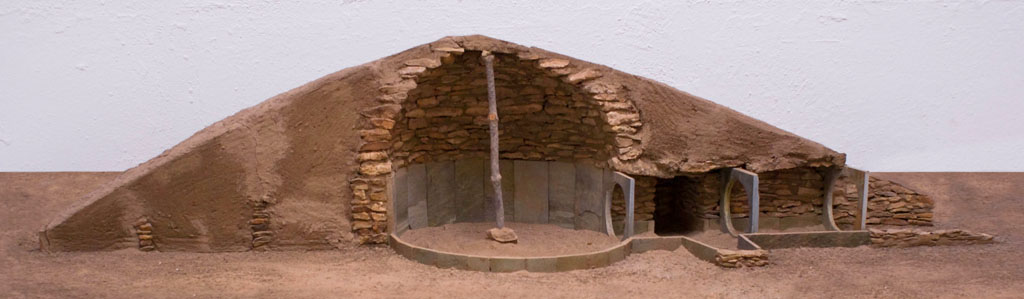
Maquette van een van de ganggraven van Los Millares, Spanje

## Prehistorische kunst
In bepaalde ganggraven is prehistorische kunst (petroglieven) op de stenen aangetroffen, zie ook napjessteen.

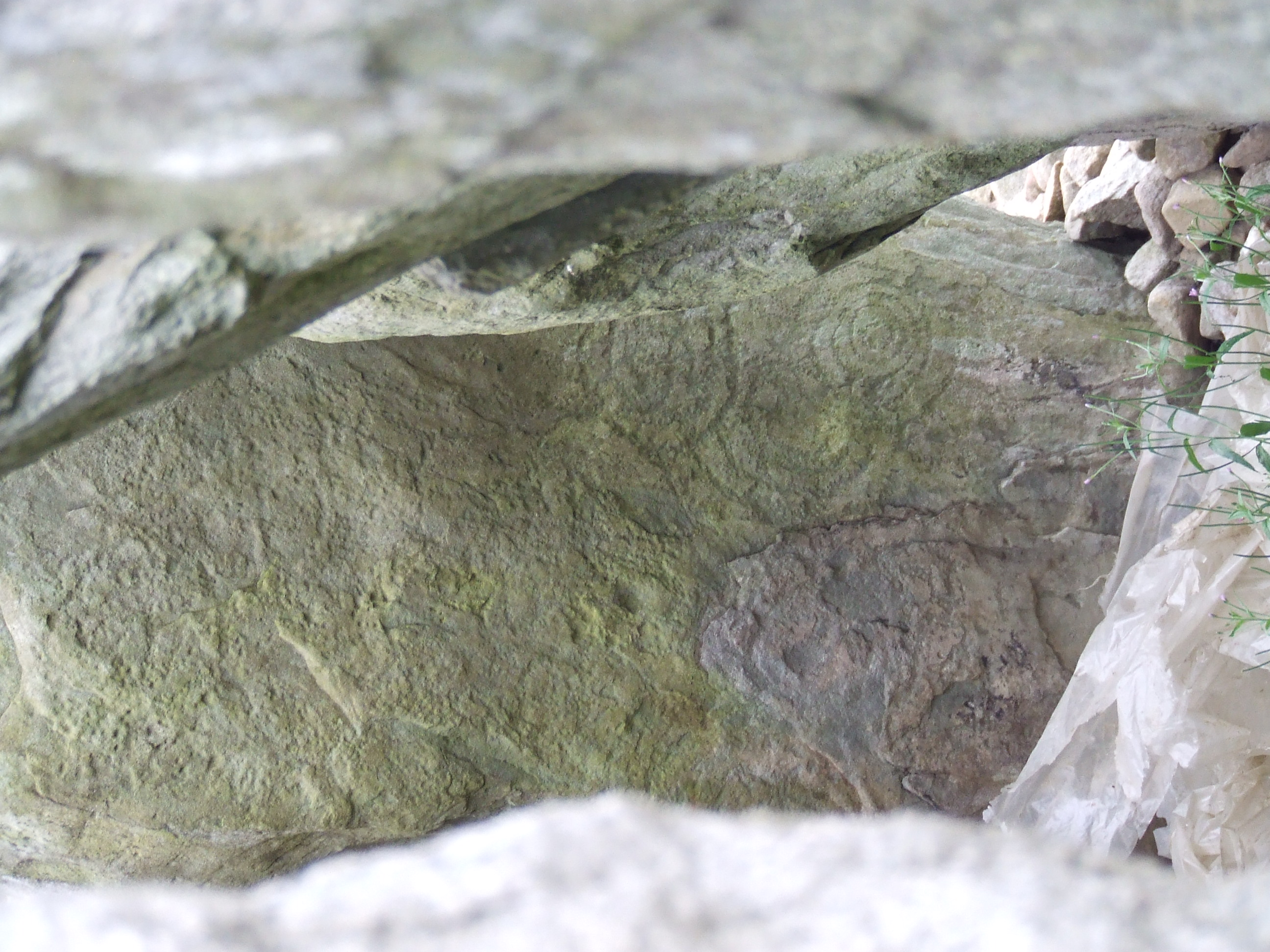
Petroglieven op de achterste steen in de kamer van het ganggraf in Knockroe (de rode heuvel), County Kilkenny. De zon schijnt met zonsopkomst tijdens de winterzonnewende door de gang in de kamer.
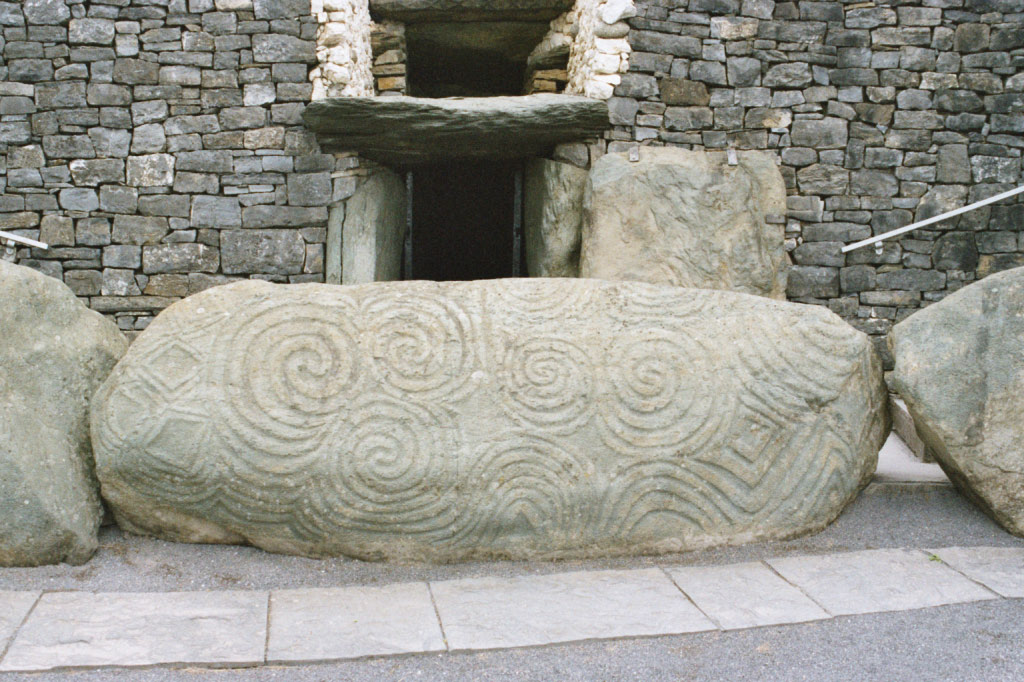
Petroglieven op een steen voor de ingang van Newgrange
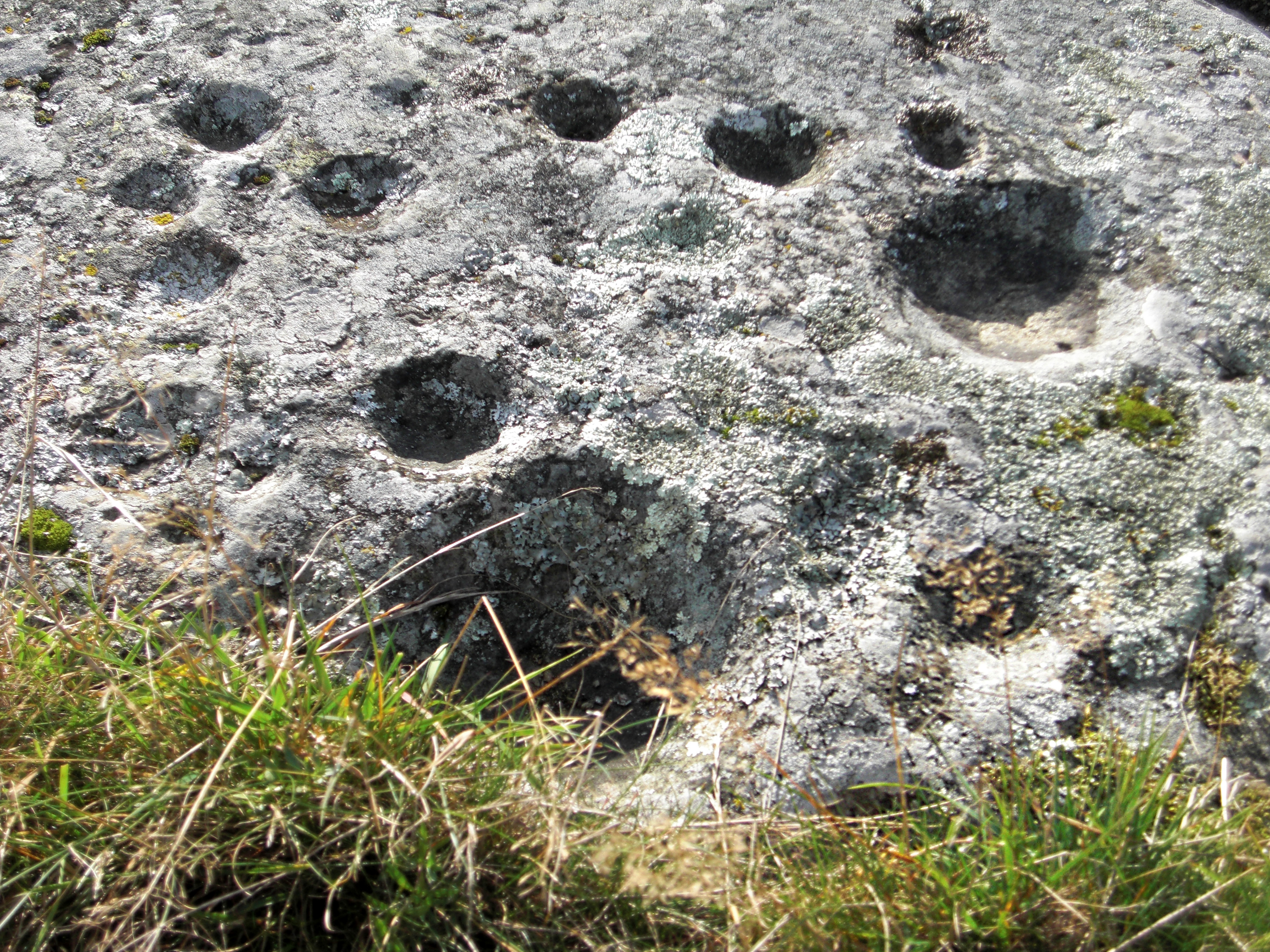
Cup marks bij het gangraf van Ekornavallen
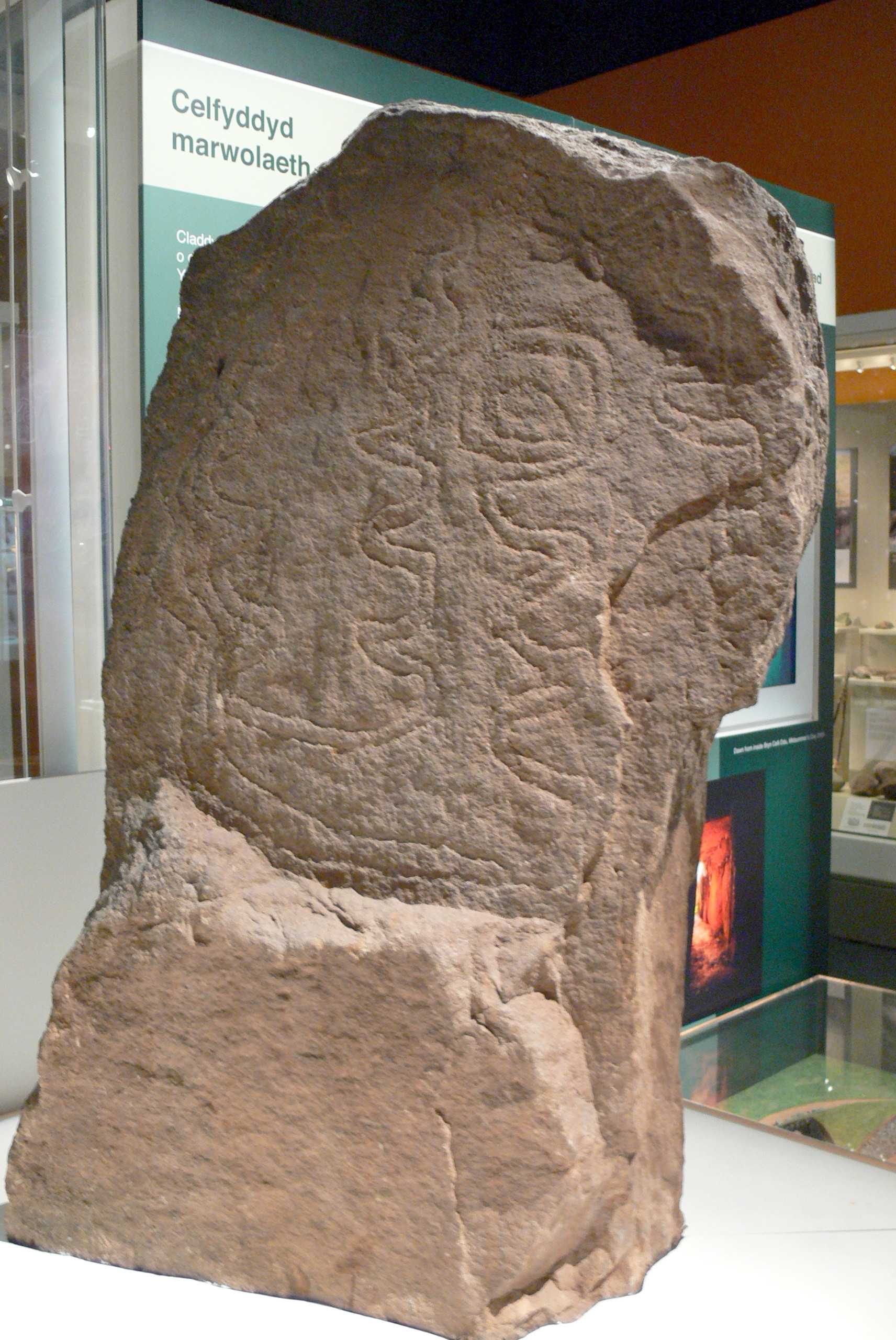
Steen in het National Museum of Wales, afkomstig van Bryn Celli Ddu

## Benaming en voorkomen

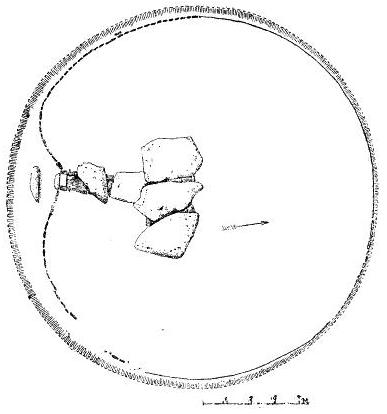
Schematisch overzicht van een ganggraf Bokenäs, 1920

In Cantabrië, Galicië en Baskenland wordt dit type hunebed tumbas de corredor genoemd. In 1961 noemden Seán Ó Nualláin en Rúaidhrí de Valera een van de vier typen megalitische tombes die ze aantroffen in Ierland passage tombs. De andere drie typen die in hun onderzoek werden genoemd zijn de wedge tombs (vroeger ook wel wedge-shaped gallery graves genoemd), de portal dolmens en de court cairns. Van deze vier typen is het ganggraf (de passage tombs) het enige type dat in heel Europa voorkomt.
Ganggraven zijn aangetroffen in Ierland, Groot-Brittannië, Nederland (in Drenthe),Noord-Duitsland, Scandinavië, het Iberisch Schiereiland, langs de Middellandse Zee en langs de noordkust van Afrika.
In Ierland en Groot-Brittannië liggen ganggraven vaak in grote clusters, waardoor ze passage tomb cemeteries genoemd worden.
De ganggraven die in een latere periode zijn gebouwd, liggen vaak op de top van heuvels en bergen.

## Voorbeelden van ganggraven

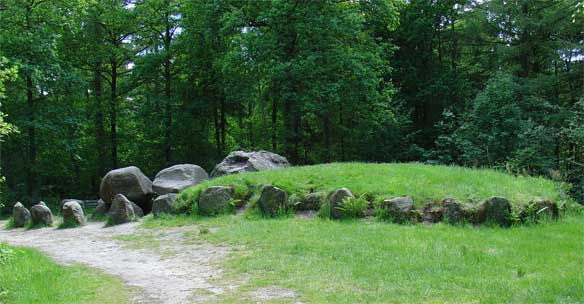
De Papeloze kerk, Nederland

Dolmen van Oppagne, België

In een groot deel van Europa komen ganggraven voor. Sommige exemplaren zijn grotendeels verwoest, anderen zijn intact of (gedeeltelijk) gereconstrueerd. Enkele ganggraven zijn toegankelijk voor bezoekers.

### Nederland
De volgende Drentse ( en één Gronings) hunebedden zijn van het type ganggraf:
- D14
- D15
- D19
- D20
- D26
- D27
- D42
- D45
- D49
- D50
- D51
- D53
- D54
- G1

### België
- Bij Oppagne in de omgeving van de monumenten van Weris

### Verenigd Koninkrijk

Interieur van Midhowe Chambered Cairn

- La Hougue Bie en Dolmen du Faldouet op Jersey
- Avielochan, Clava Cairns en Maeshowe in Schotland
- Unstan Chambered Cairn in Schotland
- Wideford Hill Chambered Cairn in Schotland
- Cuween Hill Chambered Cairn in Mainland (Orkney)
- Blackhammer Chambered Cairn, aan de zuidkust van Rousay
- Knowe of Yarso Chambered Cairn, aan de zuidkust van Rousay
- Midhowe Chambered Cairn, aan de westkust van Rousay
- Taversöe Tuick Chambered Cairn, aan de zuidkust van Rousay
- Bryn Celli Ddu, Wales
- Barclodiad y Gawres, Wales
- Corrimony Chambered Cairn in de Schotse Hooglanden
- Avielochan in Schotland

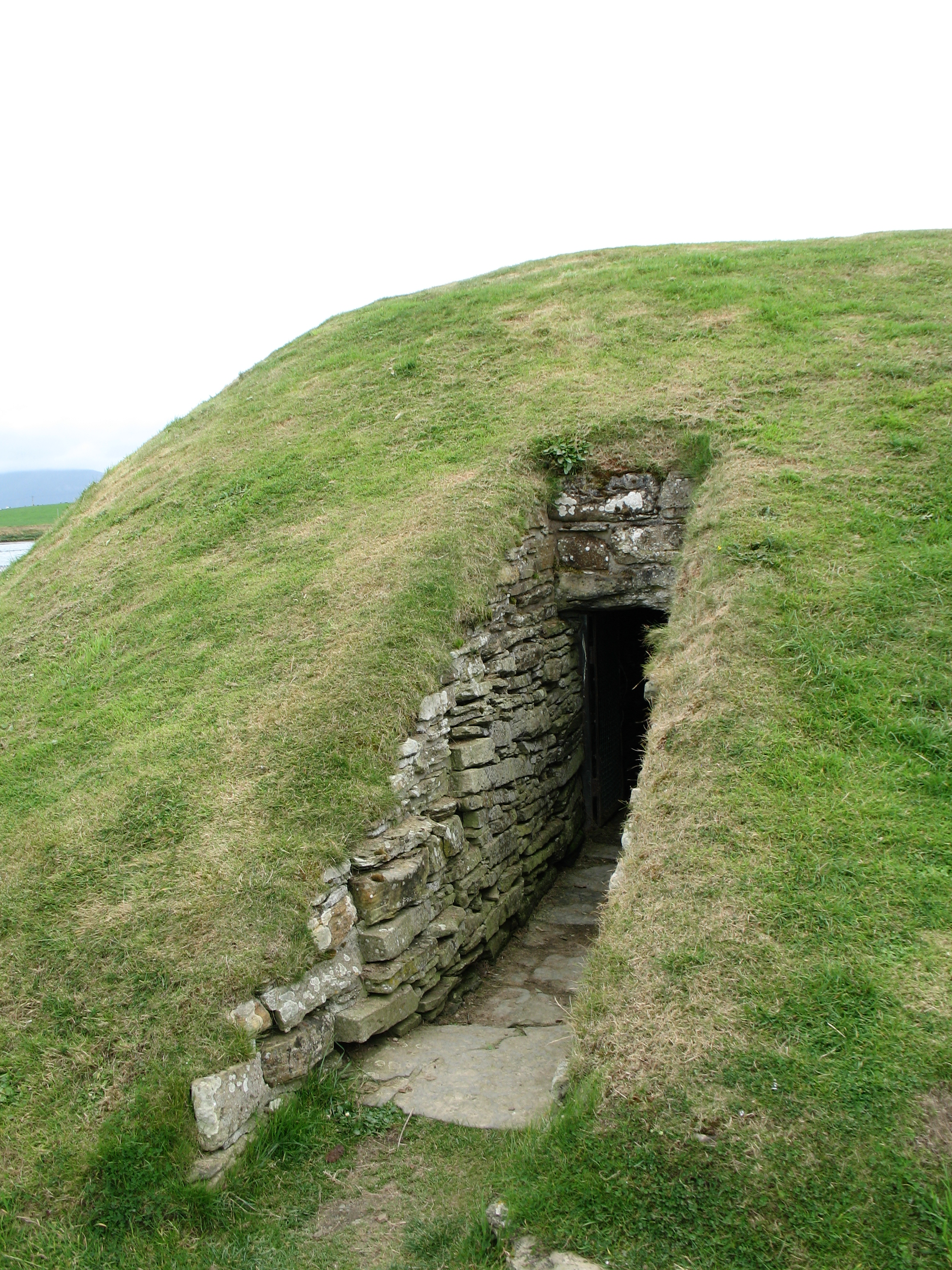
Unstan Chambered Cairn, Mainland (Orkney)
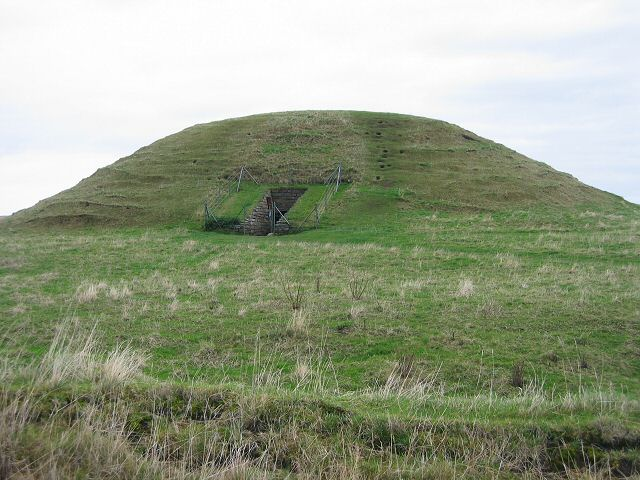
Maes Howe, Mainland (Orkney)
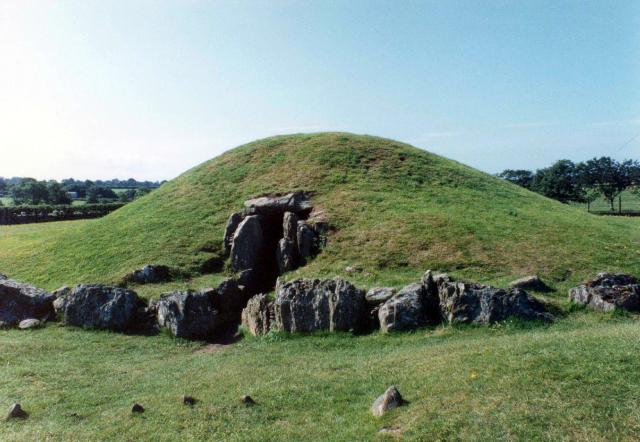
Bryn Celli Ddu, Wales
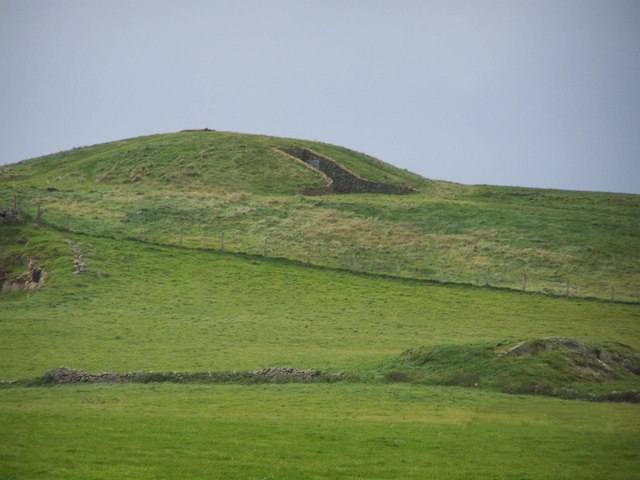
Barclodiad y Gawres, Wales
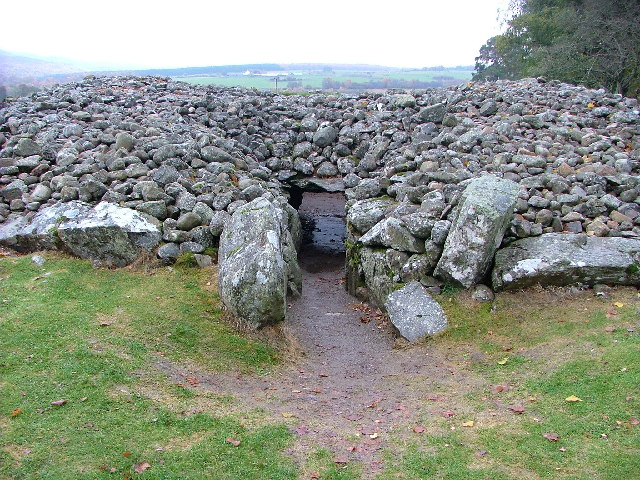
Corrimony Chambered Cairn, Schotse Hooglanden
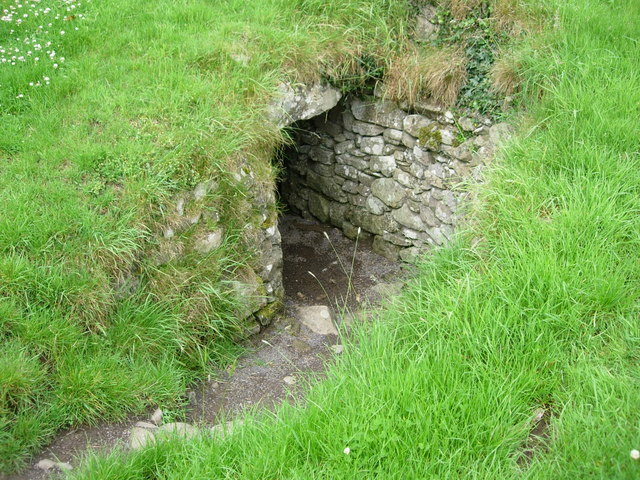
Ingang van het noordelijke ganggraf in Dowth
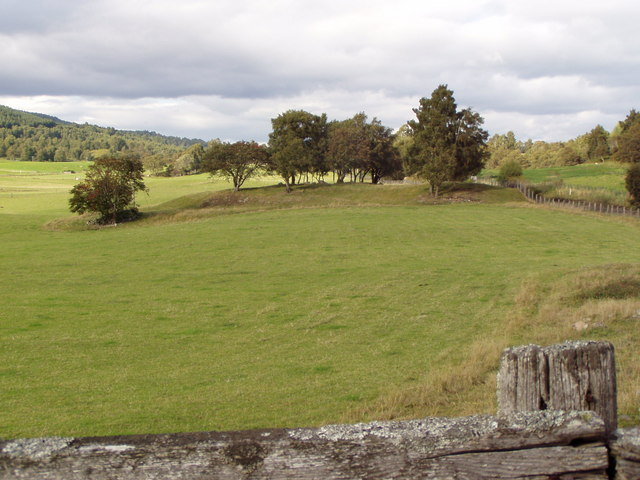
Avielochan, Schotland

### Ierland

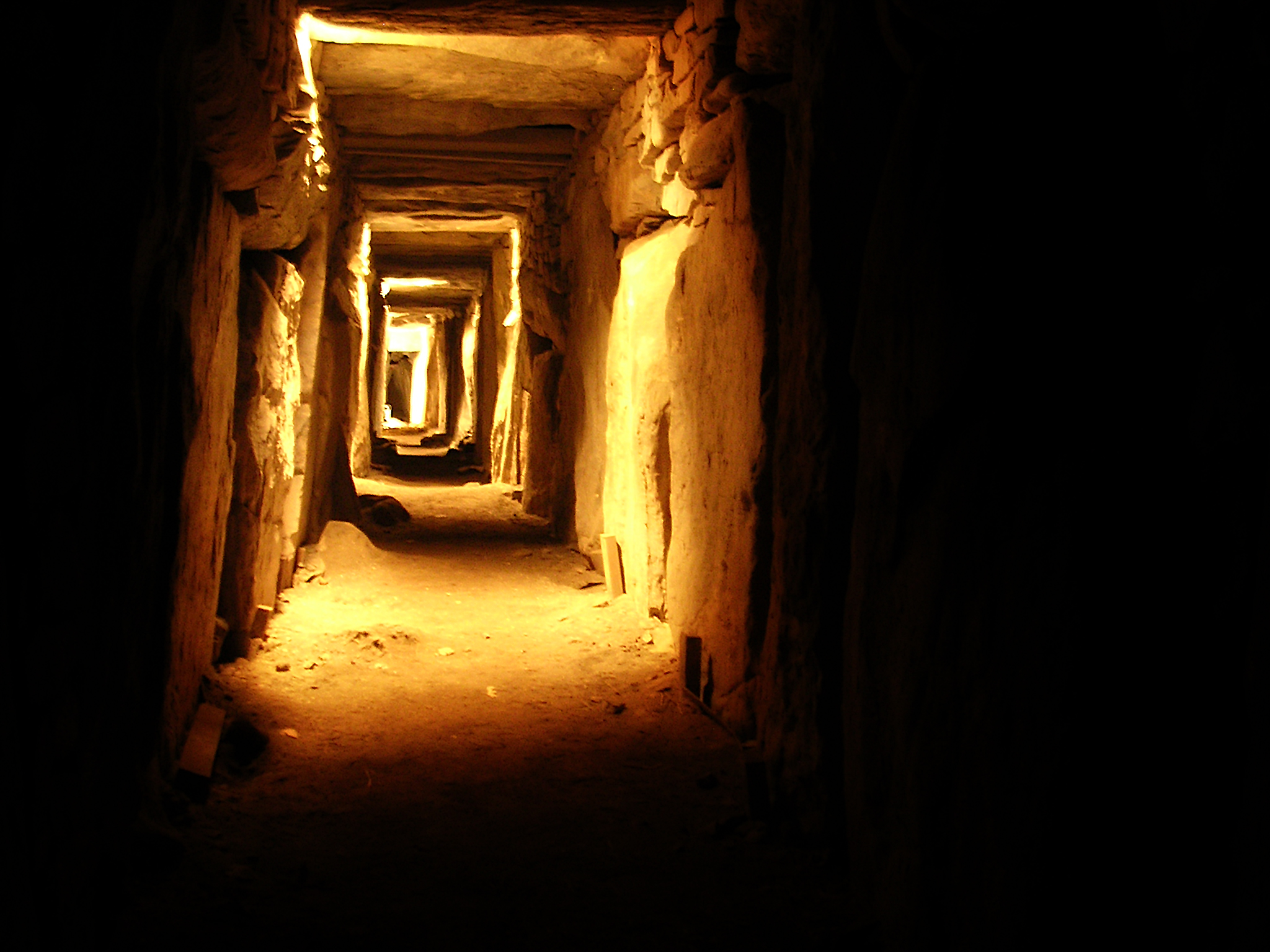
Gang van een ganggraf in Knowth, Ierland

- Brú na Bóinne (Newgrange)
- Carrowmore
- Carrowkeel
- Knowth
- Dowth
- Knocknarea

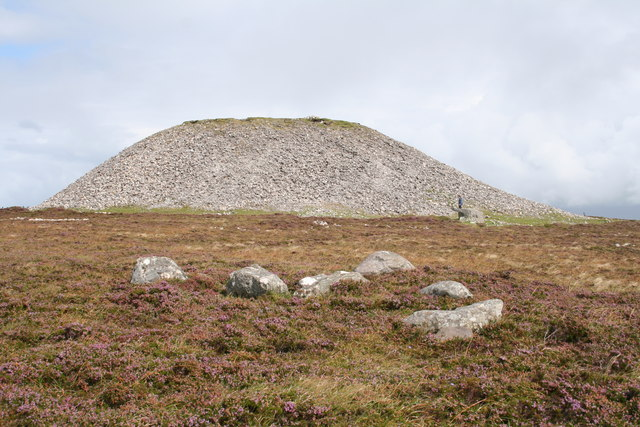
Knocknarea, Ierland
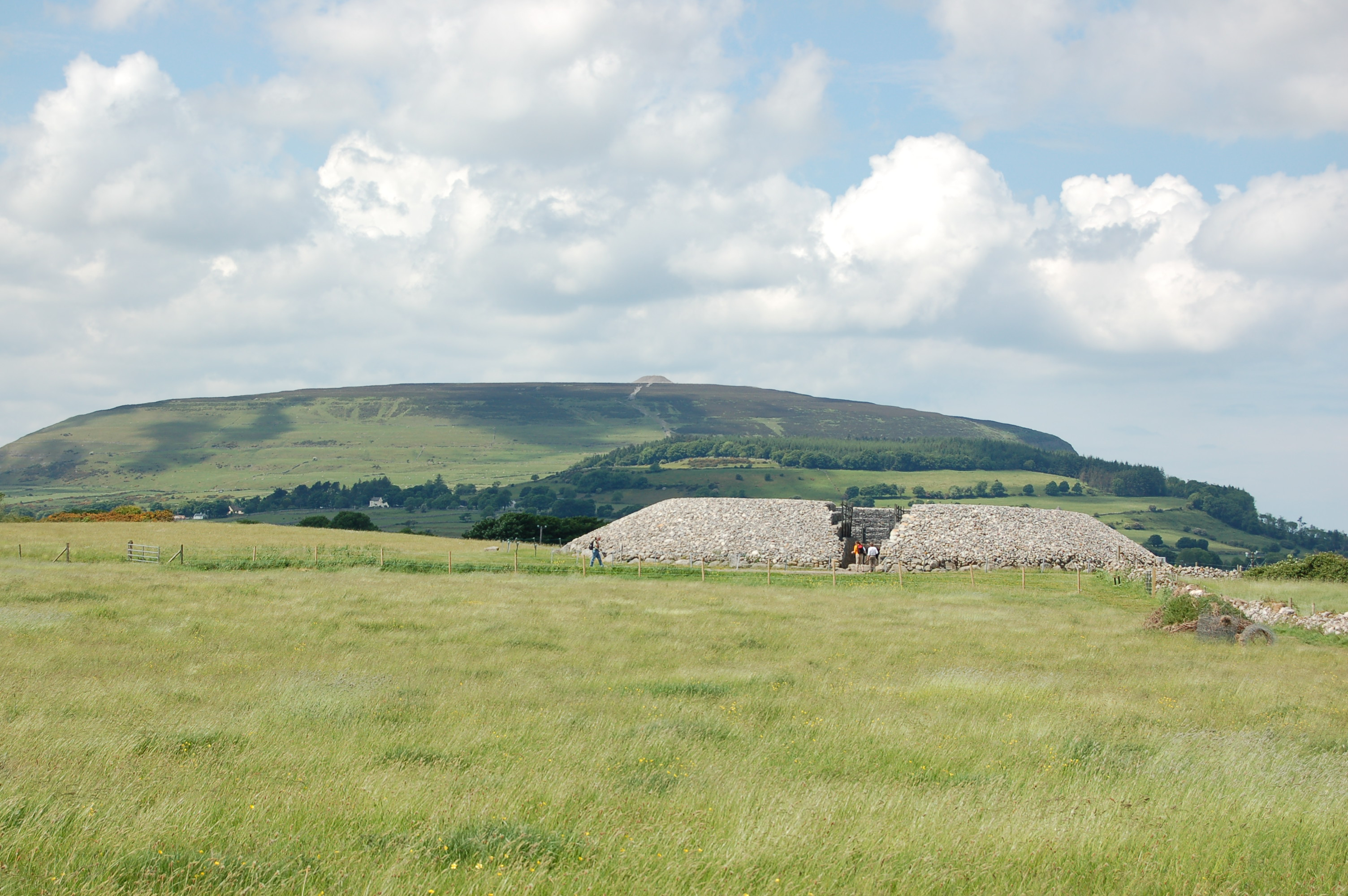
Carrowmore, Ierland
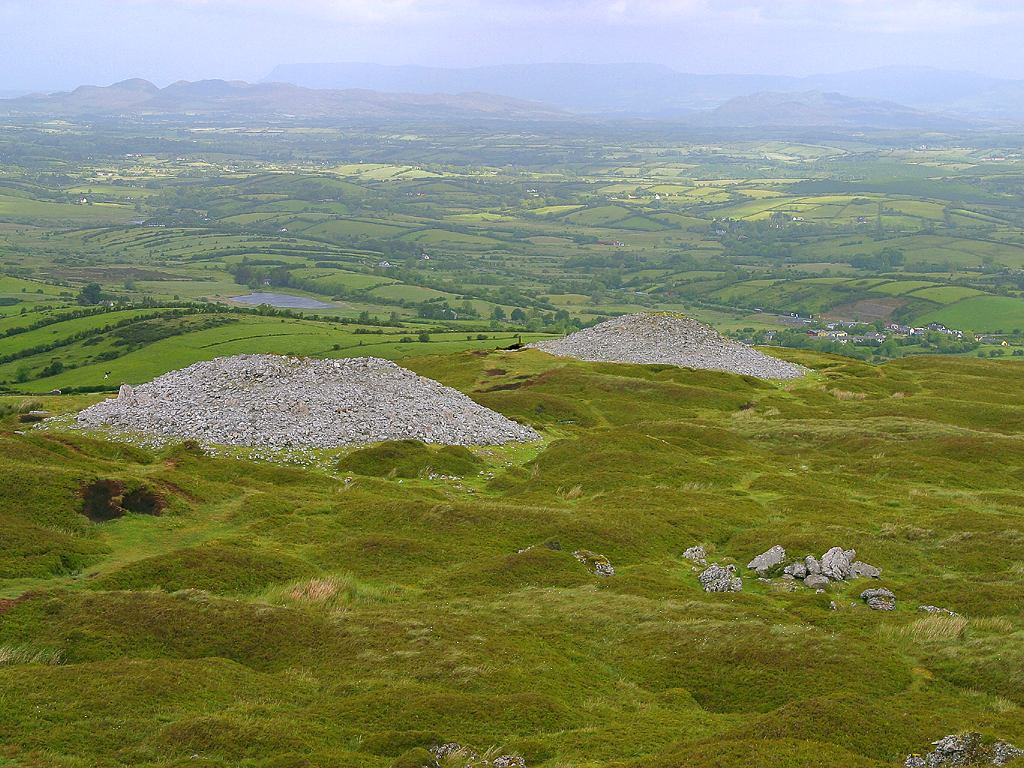
Carrowkeel, Ierland

### Duitsland

Informatiebord bij het ganggraf Linden-Pahlkrug, Duitsland

- De hoogen Steener (en andere) bij Werlte
- Ganggraf bij Linden-Pahlkrug
- Großsteingrab Blankensee
- Großsteingrab Werpeloh I
- Denghoog

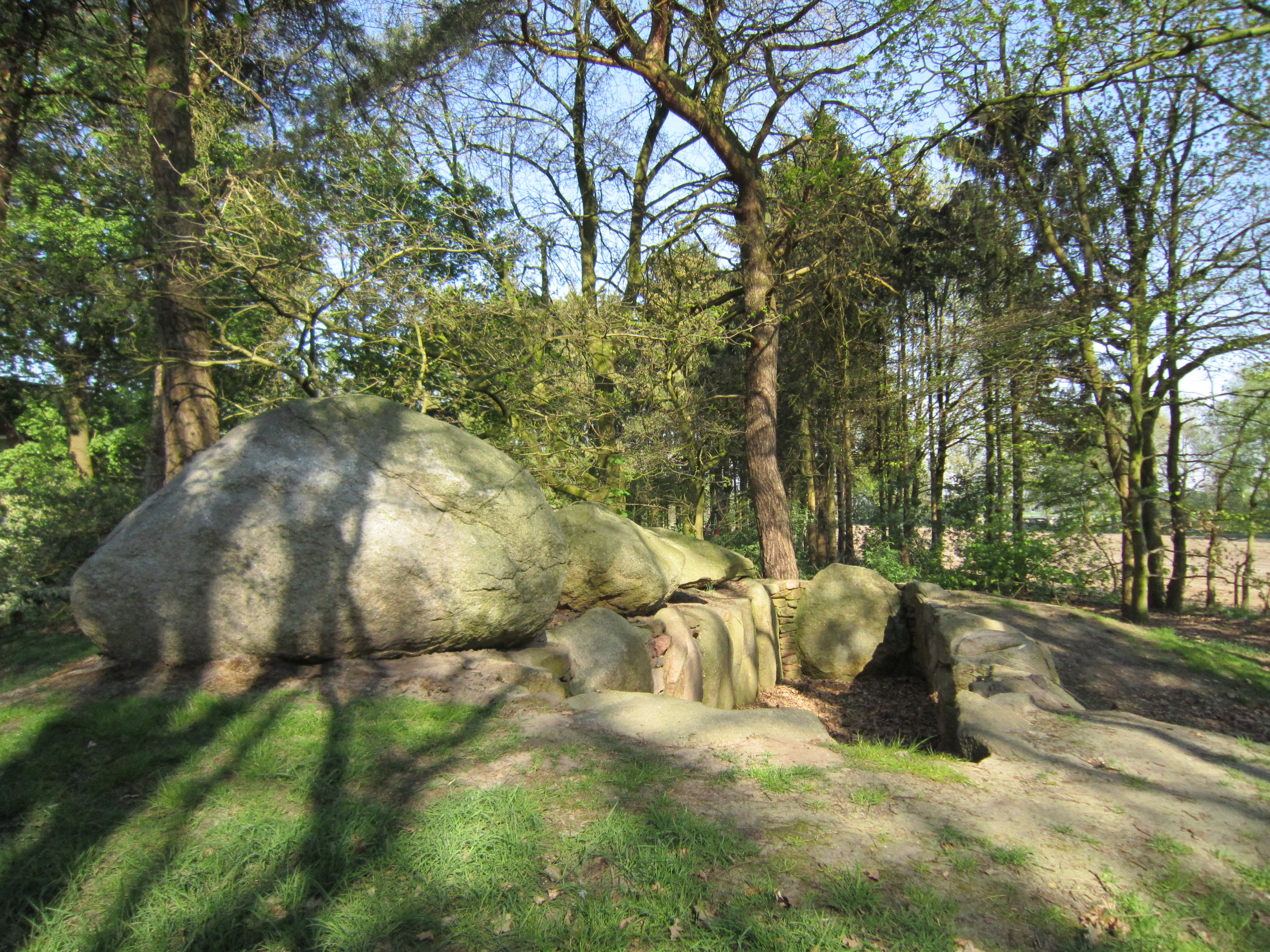
Ganggrab von Ostenwalde, Werlte

### Frankrijk

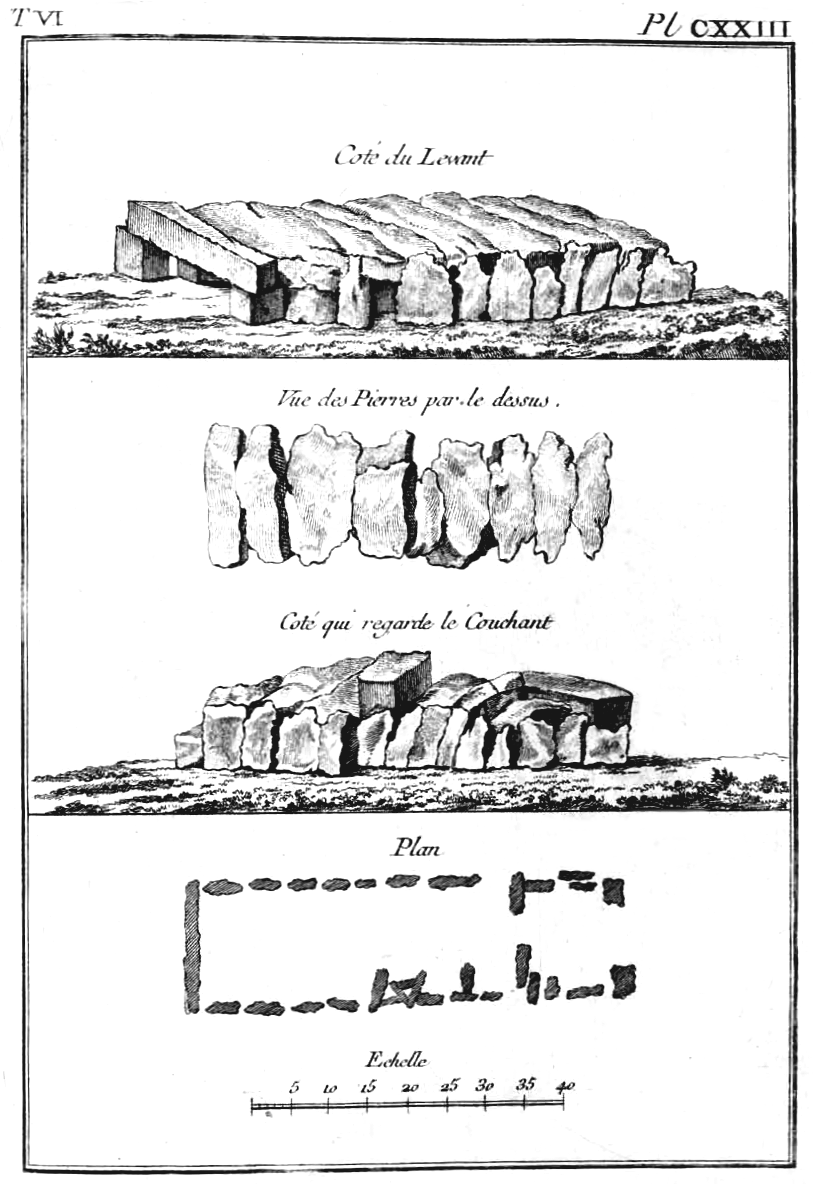
La Roche-aux-Fées

- La Roche-aux-Fées
- Graf van Merlijn
- het Gaverinis tombe complex

### Spanje
- Tholos de el romeral
- Dolmen de Menga
- Dolmen de Viera
- Dolmen de Alberite
- Dolmen de la Pastora
- Conjunto megalítico del río Gor
- Dolmen de cubillejo de Lara
- Dolmen de La Cabaña
- Dolmen de Dombate

### Portugal
Anta da Aboboreira

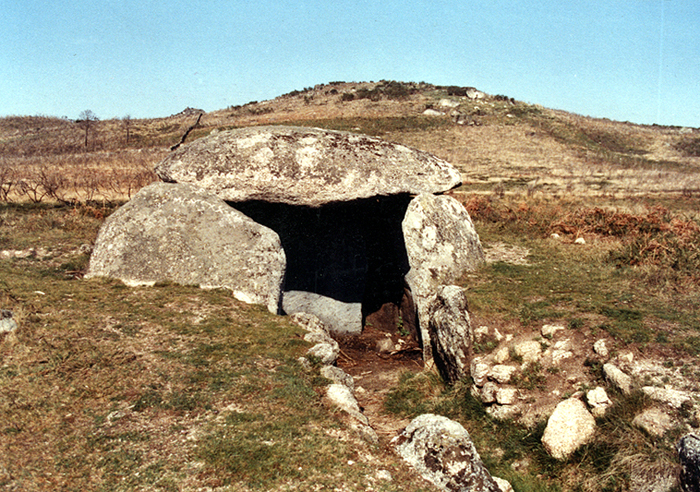
Anta da Aboboreira, 1982

### Denemarken

Toeristen bezoeken de Kong Asgers Høj in Denemarken

- Ganggraf van Arnager, op Bornholm
- Ganggraf Bønnesten
- Ganggraf Gildeshøjene
- Rævehøj
- Karleby
- Rugballe Grønhøj
- Mutter Gribs Hule
- Mårup Jættestue
- Kragnæs Jættestue
- Kong Asgers Høj
- Kong Svends Høj, op Lolland
- Blakshøj

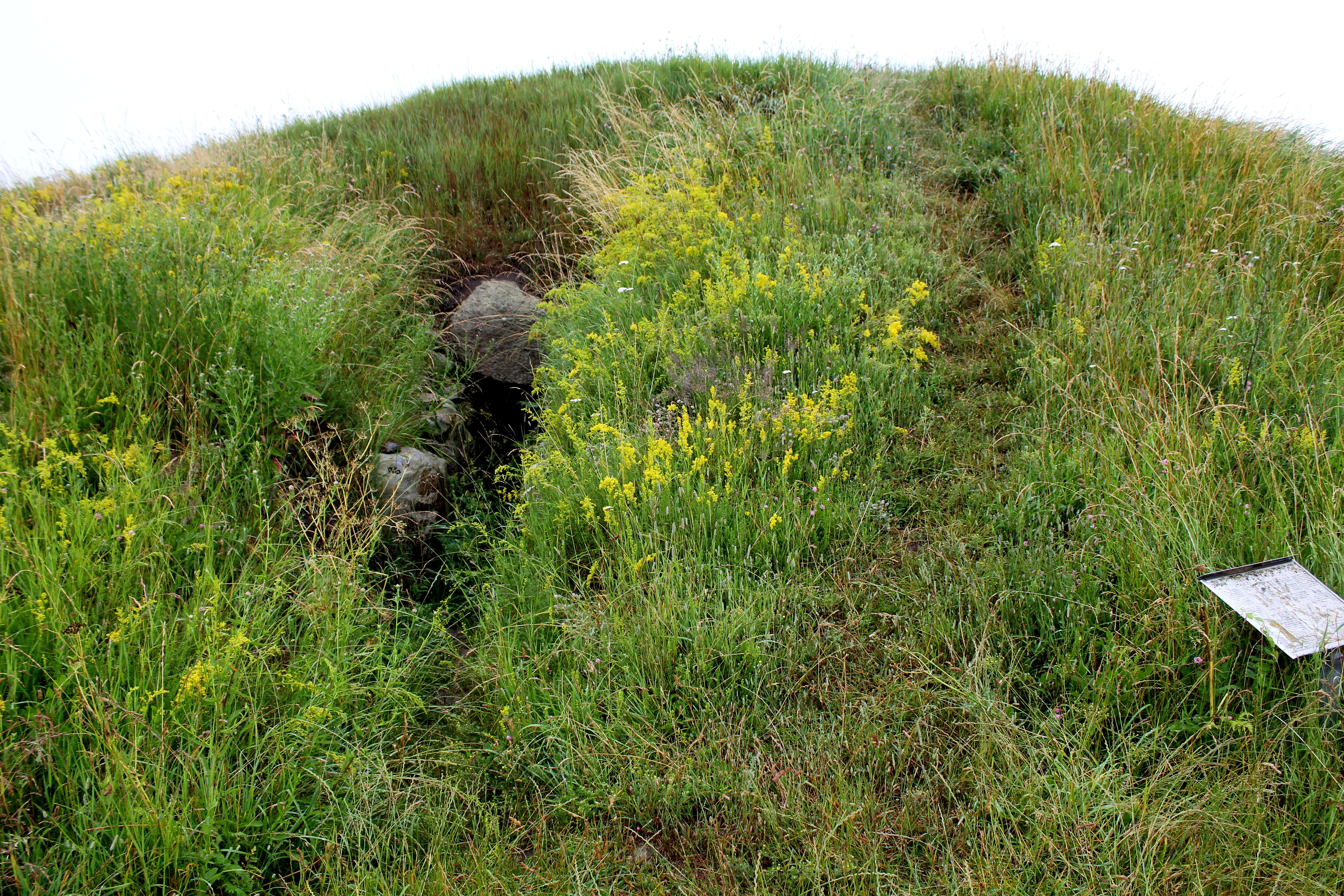
Rævehøj, Denemarken
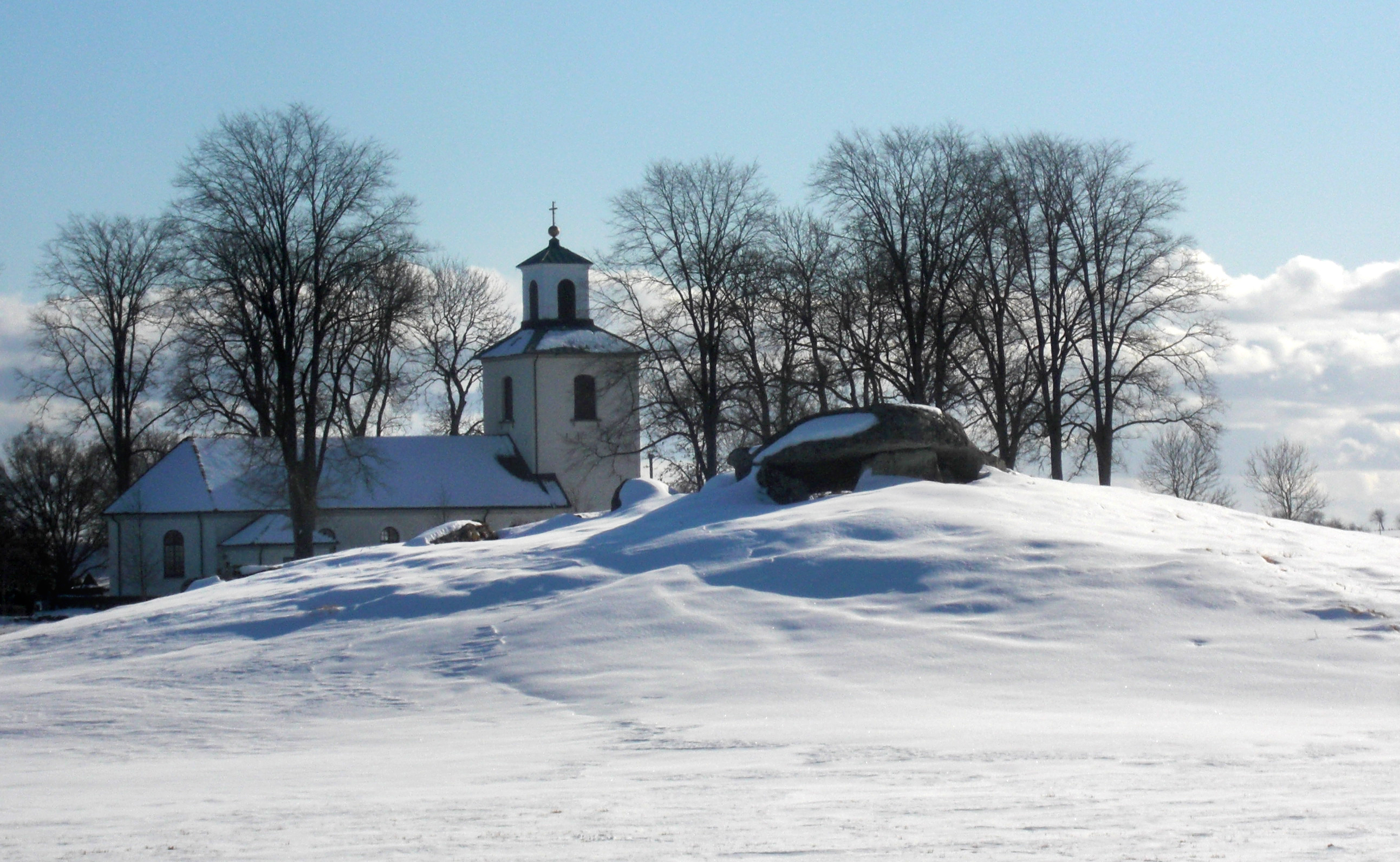
Karleby, Denemarken
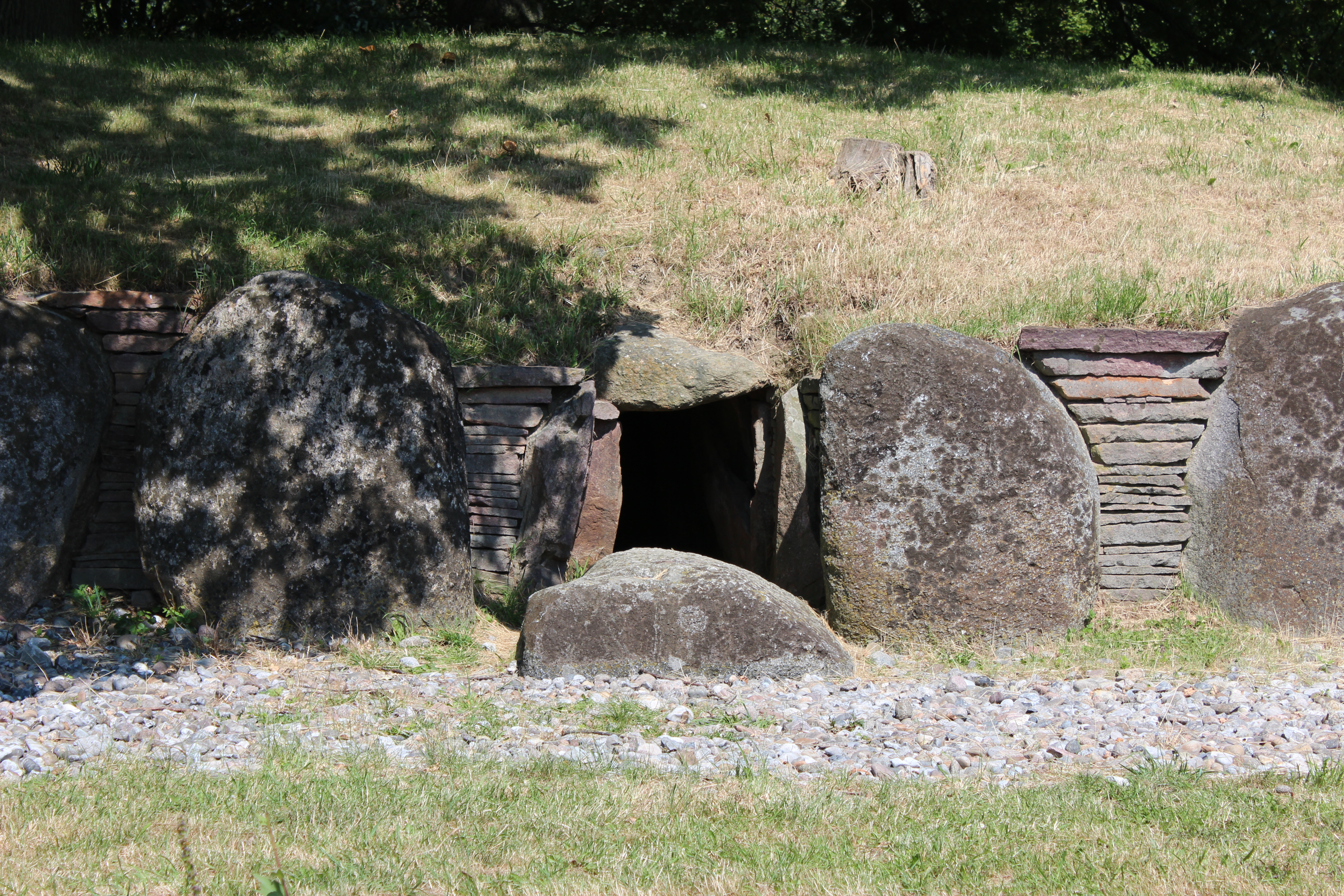
Ingang van Kong Svends Høj, de stopstenen zijn nog zichtbaar

### Zweden

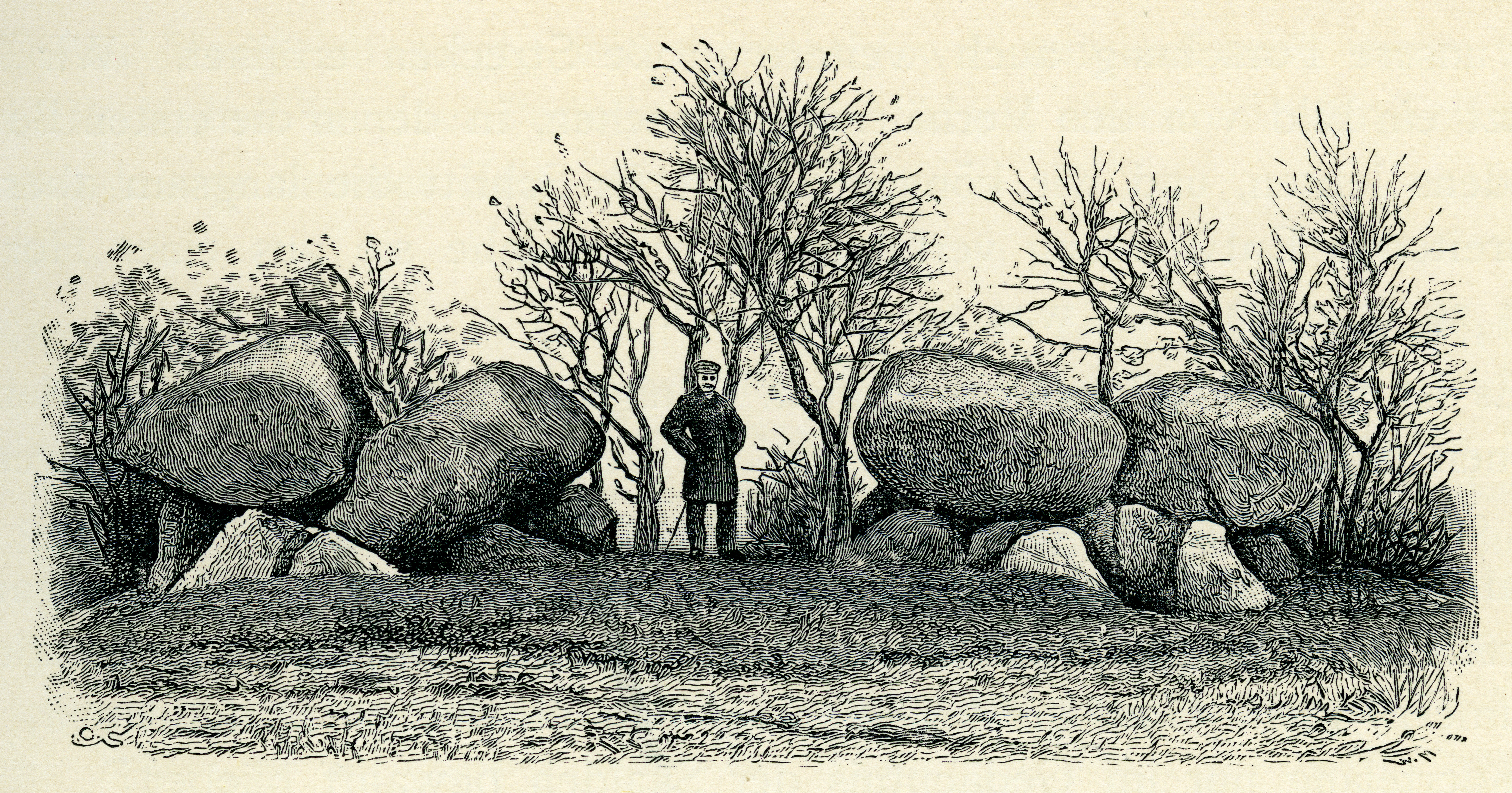
Dubbel ganggraf in Hammarlöv, Zweden

- Dubbel ganggraf in Hammarlöv
- Åttagårdens gånggrift
- Hjelmars rör
- Firse sten (ook wel Fisse sten)
- Gläshalls gånggrift
- Kapellsgårdens gånggrift
- Kyrkerörs gånggrift
- Ängshögens södra gånggrift
- Luttra gånggrift
- Ragnvalds grav

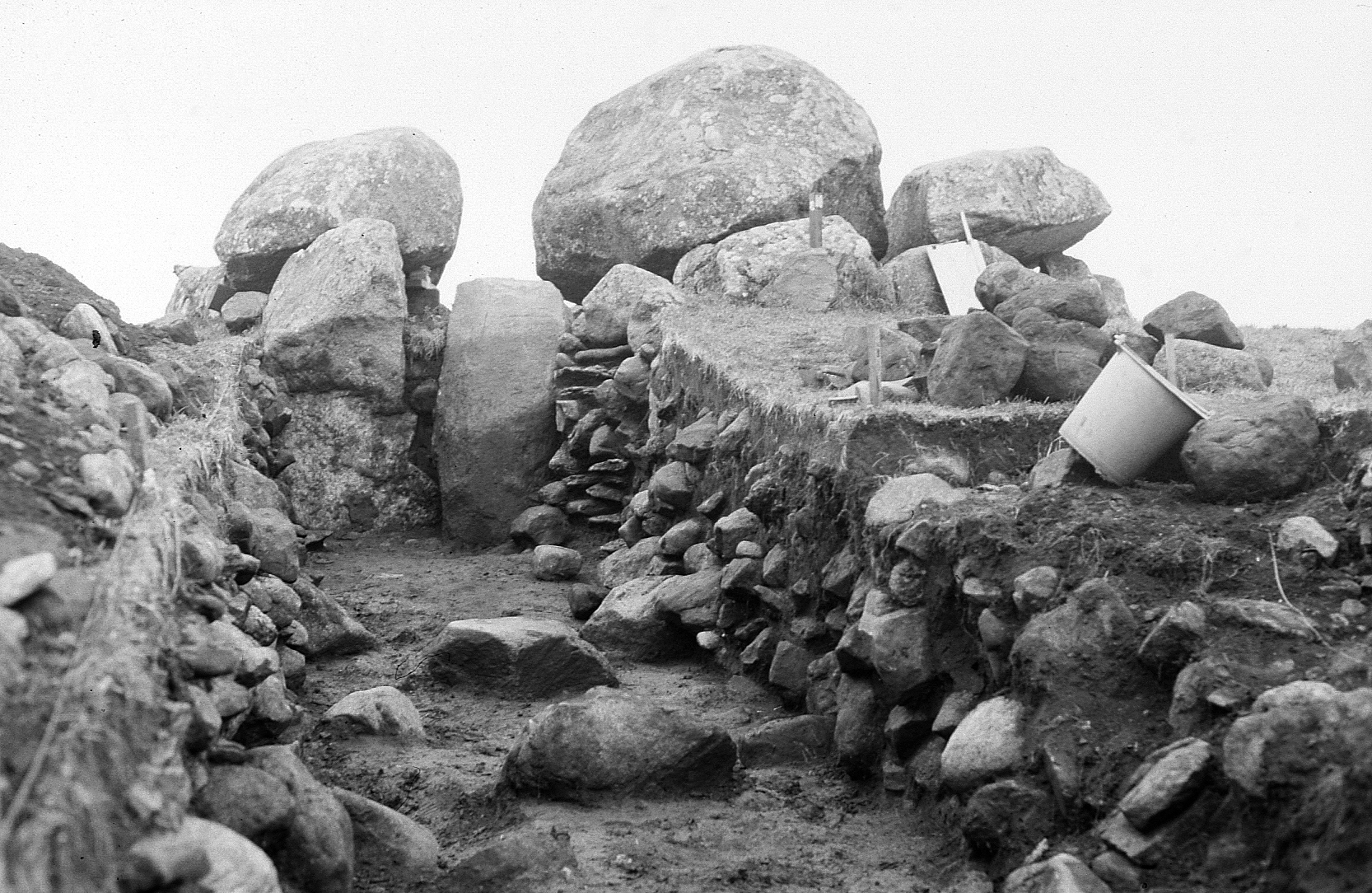
Archeologische opgraving van Hjälmars rör of Hjelmarsrör, een ganggraf bij Falköping
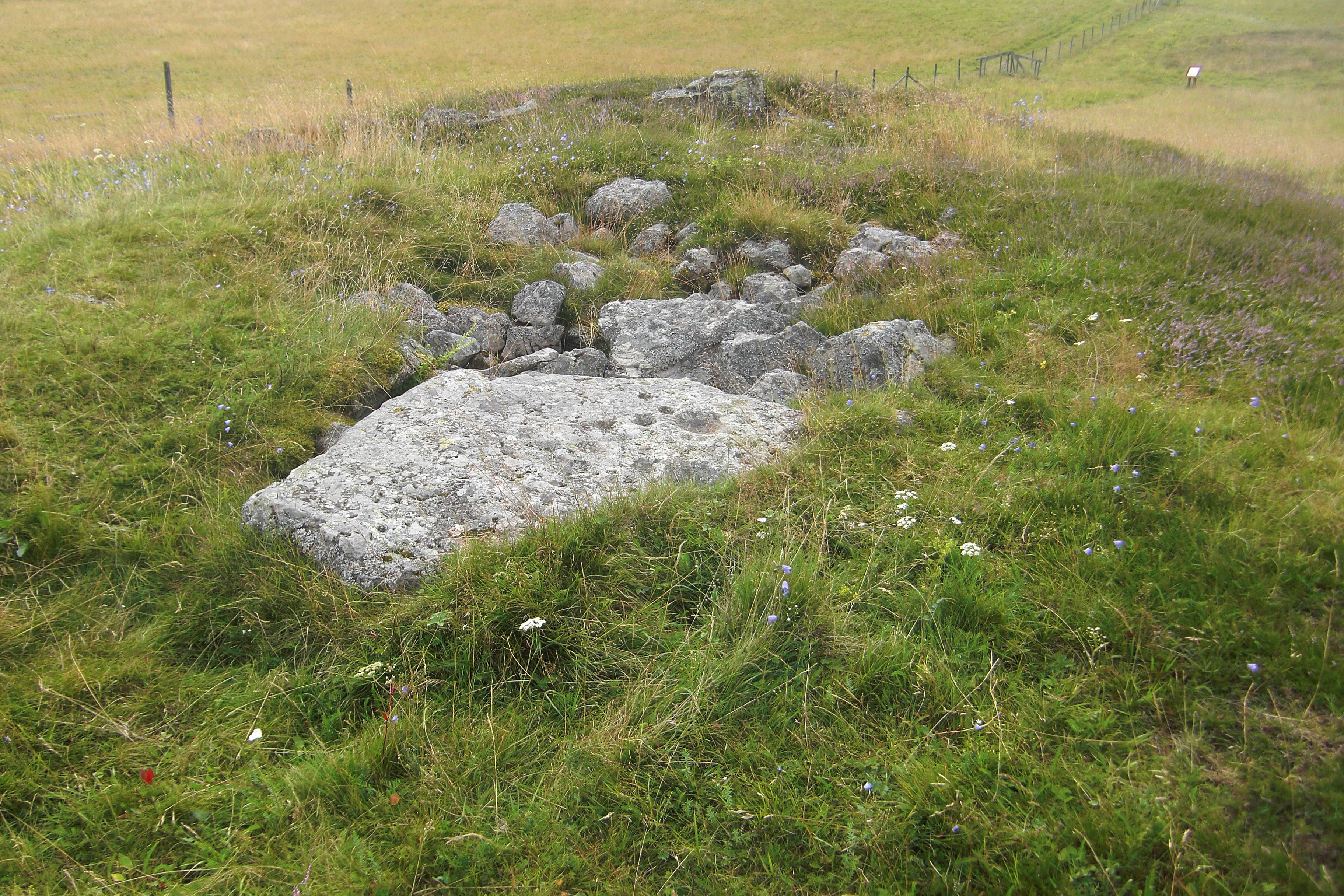
Ganggraf bij Ekornavallen
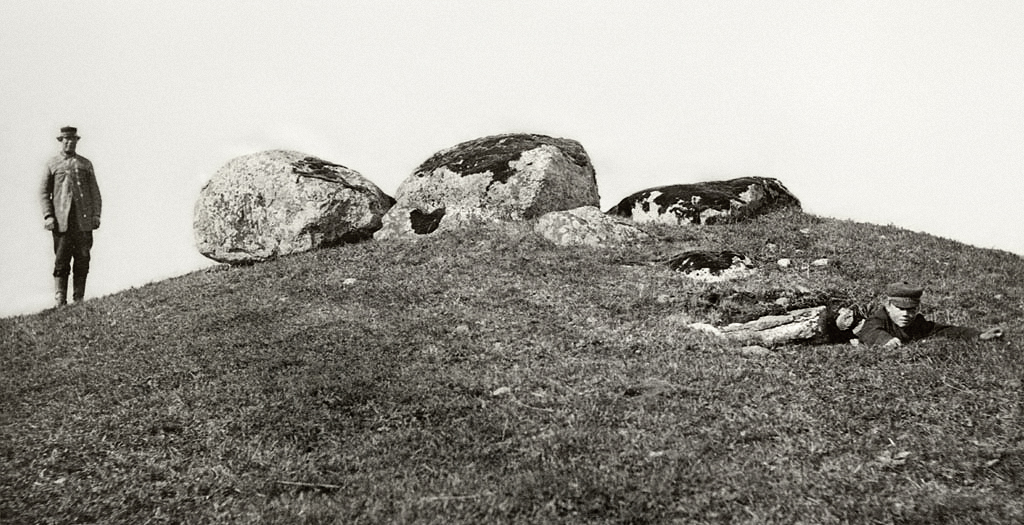
Een man en een jongen bij het neolitische ganggraf van Luttra socken

- Gemeinsame Normdatei: 4306983-6